# غوانغدونغ ساوثرن تايغرز
غوانغدونغ ساوثرن تايغرز (بالإنجليزية: Guangdong Southern Tigers)‏ هو فريق كرة سلة صيني تأسس في 1993 يقع في دونغقوان، غوانغدونغ، الصين. يلعب في الرابطة الصينية لكرة السلة. ويعد من أنجح الفرق الصينية.

## أبرز اللاعبين
- دينغ وي
- جيسون ديكسون
- ديفيد هاريسون
- وانغ شيبينج

## وصلات خارجية
- الموقع الإلكتروني